# Geoffrey Gaimar
Geoffrey Gaimar (Godofredo Gaimar, vivió en torno a 1140?), fue un cronista anglo-normando. Su contribución más destacada a la literatura e historia medieval es una traducción del inglés antiguo al anglo-normando. Su L'Estoire des Engles traduce amplios fragmentos de la Anglo-Saxon Chronicle al tiempo que usa fuentes latinas y francesas.Es una crónica rimada en versos octosílabos, escrita entre 1136 y 1137 para Constance, esposa de Ralph FitzGilbert, un terrateniente de Lincolnshire.
Fue autor de una Historia de los Bretones, que se ha perdido, escrita en octosílabos. 
Sostiene haber escrito una versión de la historia de Brut, probablemente una traducción de la crónica de Geoffrey de Monmouth Historia Regum Britanniae a verso en antiguo francés. Sin embargo, no sobrevive la llamada L'Estoire des Bretons, y su atribución a Geoffrey de Monmouth aparece sólo en el conocimiento de Gaimar de la historia legendaria de Galfridian.